# エマージェンシーファーストレスポンス
エマージェンシーファーストレスポンス（Emergency First Response）は、CPR（心肺蘇生法）とFA（ファーストエイド）、AED（自動体外式除細動器）など総合的に学ぶことができる応急手当のプログラム。